# Monster A-Go Go
Monster A-Go Go ist ein US-amerikanischer Horrorfilm von Bill Rebane (fertiggestellt durch Herschell Gordon Lewis) aus dem Jahr 1965.

## Handlung
Eine Weltraumkapsel mit Astronaut Frank Douglas an Bord wurde in den Orbit geschossen, doch brach plötzlich die Verbindung ab. Seit mehreren Tagen suchen die Männer um Colonel Steve Connors bereits nach der Kapsel, die möglicherweise abgestürzt ist, als sie plötzlich über Funk von einem Fund unterrichtet werden, den ein Hubschrauber aus der Luft gesichtet hat. Kurz nach der Hubschrauberlandung bricht der Kontakt zum Piloten ab; Connors und seine Männer finden kurz darauf die Leiche des Mannes, die übel zugerichtet ist und Verbrennungen aufweist. Auch in der Umgebung sind Verbrennungen im Gras sichtbar. Die Raumkapsel selbst ist leer, Frank Douglas ist verschwunden.
Steve Connors begibt sich zu Dr. Logan, der die Leiche des Hubschrauberpiloten untersucht hat. Der Pilot war demnach starker Hitze ausgesetzt und binnen Sekunden buchstäblich „zu Tode gekocht“ worden. Zudem stellt Dr. Logan fest, dass Frank Douglas überlebt haben muss und wahrscheinlich so stark radioaktiv aufgeladen ist, dass allein seine Berührung den Tod bringt. Der Leiter des Projektes Dr. Chris Manning wird eingeflogen, um sich den Toten genauer anzusehen.
Nach einem Tanzabend wird ein Paar von einem großen Monster überrascht; der junge Mann wird getötet, während die Frau einen Schock erleidet. Steve Connors und Chris Manning konstatieren, dass der Tote die gleichen Merkmale wie der tote Pilot aufweist. Am nächsten Morgen begibt sich Dr. Logan zum Fundort der Kapsel, da er eine Theorie hat, die er nun bestätigt sieht. Bevor er seine Erkenntnis verkünden kann, wird er vom Monster getötet. Chris Manning wird während eines gemeinsamen Essens mit Ruth von Dr. Logans Tod unterrichtet, wobei Logan noch schlimmer als die anderen Opfer zugerichtet ist. 
Acht Wochen später wurde Chris Manning durch Dr. Brent ersetzt. Dieser lässt sich von Dr. Nora Kramer, einer Bekannten von Frank Douglas’ Frau Ruth und Mitarbeiterin der beiden Brüder Logan, Näheres zur medizinischen Vorbereitung Frank Douglas’ vor dem Abflug berichten. Nora erklärt, dass er Injektionen gegen Radioaktivität erhalten habe, die Art der Medikation jedoch sechs Monate vor dem Weltraumstart geändert wurde, so erhielt er ein anderes Medikament in einer höheren Dosis. Überdosierungen in Tierversuchen zeigten ein enormes Wachstum der Tiere und einen tödlichen Effekt auf andere Tiere. Sein verstorbener Bruder habe jedoch ein Gegenmittel für diese Symptome entwickelt. Es stellt sich heraus, dass Dr. Logan das Monster seit mehreren Wochen in einem Laborzimmer gefangen hält, wobei das von seinem verstorbenen Bruder entwickelte Gegenmittel für einige Zeit dazu führt, dass das Monster auf Menschengröße schrumpft. Als Dr. Logan eines Tages zu lange braucht, um das Gegenmittel zu spritzen, entkommt das Monster und zerstört Dr. Logans Labor. Erst jetzt gesteht Dr. Logan Dr. Brent, dass er das Monster bei sich versteckt gehalten hat. Steve Connors wird von den Neuigkeiten unterrichtet. Da er von Washington mit der Aufklärung des Falls beauftragt wurde, erhält er von Dr. Logan die Information, dass sich der Zustand des Monsters nach jedem Abflauen des Gegenmittels verschlechtert habe, so sei es immer radioaktiver geworden. Steve Connors entscheidet, dass das Monster zerstört werden muss, zumal das aktuelle Gegenmittel nur noch kurze Zeit hält und das Monster anschließend alles verstrahlt, was sich in seinem direkten Umfeld aufhält.
Die Armee versucht zunächst vergeblich, das Monster einzukreisen. Da die Anwesenden davon ausgehen, dass das Monster der mutierte Frank Douglas ist, dürfen sie es nicht erschießen. Das Monster entkommt in einem LKW in die Großstadt. Die Armee installiert in der Stadt Geigerzähler, um den Aufenthaltsort des Monsters zu bestimmen. Die Spur des Monsters führt in einen Schacht, den Dr. Brent und Steve Connors in Schutzkleidung betreten. Sie folgen dem Monster, das urplötzlich verschwindet und beide Männer erstaunt zurücklässt. Kurz darauf erhalten sie von Dr. Logan die Nachricht, dass Frank Douglas rund 8.000 Meilen entfernt in einem Rettungsboot gefunden wurde; es gehe ihm gut und er sehe normal aus. Der Erzähler schließt den Film und weist auf den schmalen Grat zwischen Fakt und Fiktion hin.

## Produktion
Monster A-Go Go wurde zunächst 1961 von Bill Rebane unter dem Arbeitstitel Terror at Half Day begonnen. Das Filmprojekt endete jedoch abrupt, als Rebane die Dreharbeiten nicht mehr finanzieren konnte. Herschell Gordon Lewis kaufte das Filmmaterial und stellte den Film fertig. Er schnitt ihn um und ergänzte Erzählermonologe, die er selbst einsprach. Es wird zudem angenommen, dass er neue Szenen drehte, was erklären würde, warum ein Teil der Darsteller nach der Hälfte des Films nie wieder erwähnt wird. Es gilt als möglich, dass sämtliche Szenen nach dem Acht-Wochen-Zeitsprung durch Lewis gedreht wurden. Beim Nachdreh konnten nur wenige Darsteller erneut verpflichtet werden (so Philip Morton); der Darsteller des Dr. Logan hatte sich äußerlich so sehr verändert, dass er als Bruder Dr. Logans in die Handlung eingeführt wurde. Teile des Films wurden in Chicago gedreht. Die Filmbauten stammen teilweise von Herschell Gordon Lewis.
Monster A-Go Go erschien im Juli 1965 in den US-amerikanischen Kinos. Er lief dabei zusammen mit Lewis’ Film Moonshine Mountain. Die Comedy-Fernsehreihe Mystery Science Theater 3000 (MST3K) stellte den Film am 9. Januar 1993 vor, wobei er im Stil der Reihe humoristisch kommentiert wurde.